# Emil Reiniger

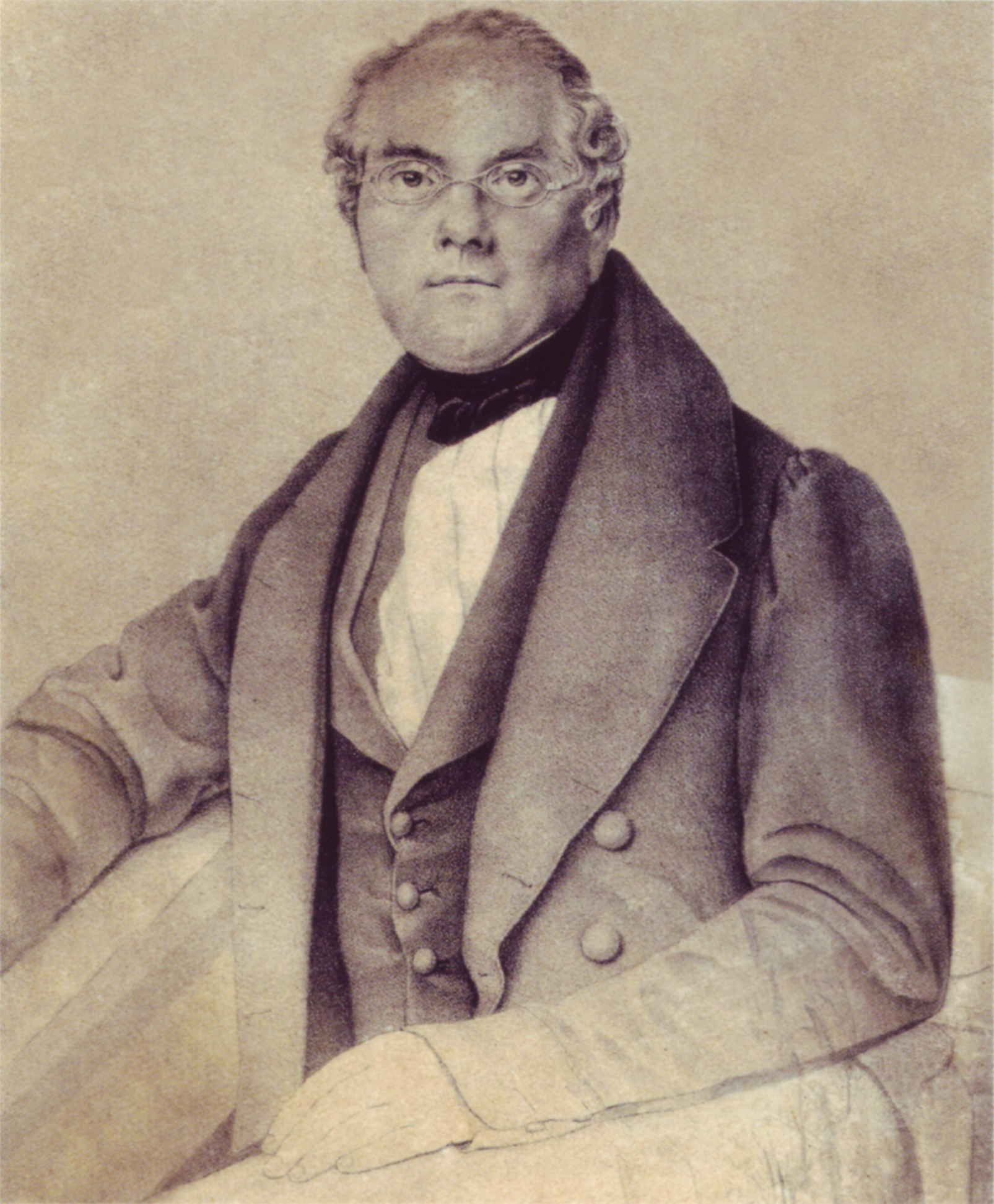
Emil Reiniger (Lithographie um 1840)

Emil Karl Ernst Reiniger (* 1792 in Großenhain; † 1849 ebenda) war ein deutscher Arzt und Dichter. Er gründete zusammen mit Karl Preusker im sächsischen Hayn 1828 die erste öffentliche Bücherei Deutschlands, die Vaterländische Bürger-Bibliothek.

## Leben
Reiniger, Sohn eines Apothekers, praktizierte als ein angesehener Arzt in Großenhain. Gleichermaßen war er politisch und gesellschaftlich in seiner Heimatstadt aktiv. Er unterstützte die Ziele der bürgerlichen demokratischen Bewegung, engagierte sich für Bildung und gründete mehrere Großenhainer Vereine mit. Mit dem Rentamtmann Karl Preusker verband Emil Reiniger die Idee des „Lebenslangen Lernens“. Gemeinsam entwickelten sie das Projekt einer öffentlichen Schulbücherei. Nach deren Gründung widmete sich Reiniger aber nach kurzer Beteiligung dem Aufbau eines Musikvereins.
Seine politischen Gedanken verarbeitete er auch zu poetischen Texten und Gedichten. So im Reiterlied, ein patriotisches Gedicht, welches vom Komponist Carl Maria von Weber nach Reinigers Bitte 1825 als Lied für Männerstimmen vertont wurde. Für das 1832 erschienene Volksgedicht Die Schlacht bei Lützen den 6ten November 1632 wurde Emil Reiniger 1833 vom damaligen schwedischen König mit einer goldenen Medaille gewürdigt.

## Werke (Auswahl)
- Soldaten-Lieder. Meißen 1825
- Poetische Versuche. Verl.-Comptoir, Grimma 1840